# ノーネーム (コロラド州)
ノーネーム（No Name）は、アメリカ合衆国コロラド州にある非法人地域（どの行政単位にも所属しない地域）である。2020年の人口は117人。グレンウッドスプリングスの東方に位置する。無名の川や渓谷が多くあることから、この名前が付けられた。